# Janne Da Arc 10th Anniversary INDIES COMPLETE BOX
『Janne Da Arc 10th Anniversary INDIES COMPLETE BOX』（ジャンヌダルク・テンス・アニバーサリー・インディーズ・コンプリート・ボックス）は、日本のヴィジュアル系ロックバンド・Janne Da Arcが2006年3月15日にmotorodから発売したボックスセットである。

## 内容
- Janne Da Arc結成10周年を記念して、5万セット限定で発売された。インディーズ時代にリリースされたアルバム『Dearly』『Resist』『CHAOS MODE』とDVDの3CD+DVDのボックス・セットである。
- 『CHAOS MODE』はリミックス・リマスタリングを施し、更に未発表曲「MISTAKE」「Jesus Christ」を加え、『CHAOS MODE -10th Anniversary Version-』として本作に収録された。なお、追加された2曲については、歌詞は掲載されていない。

## 収録曲

### CHAOS MODE -10th Anniversary Version-
1. MISTAKE（作詞・作曲:KA-YU）
2. Jesus Christ（作詞:YASU 作曲:KIYO）